# Colegio Imperial de Madrid
Colegio Imperial de Madrid (tudi Colegio Imperial de la Compañía de Jesús ali El Colegio de San Pedro y San Pablo de la Compañía de Jesús en la Corte) je bil jezuitski kolegij, ki je bil ustanovljen konec 16. stoletja v Madridu. 
Poučevali so teologijo, filozofijo, geografijo in druge znanosti. Knjižnica kolegija je bila najpomembnejša v Madridu do konca 18. stoletja oz. do leta 1767, ko je bila Družba Jezusova prepovedana in je kolegij prenehal delovati.

## Ljudje
Slavni učenci
- Lope de Vega
- Francisco de Quevedo
- Pedro Calderón de la Barca

Slavni učitelji
- Jean-Baptiste Cysat, Švicar
- Jean Charles della Faille, Belgijec
- Claude Richard, Francoz
- Hugh Sempill (Hugo Sempilius), Škot
- Alexius Silvius Polonus, Poljak
- Francisco Antonio Camassa, Italijan
- Jean Francois Petrey, Francoz
- Jacob Kresa, Avstrijec